# 沖縄県の市町村章一覧
沖縄県の市町村章一覧（おきなわけんのしちょうそんしょういちらん）は、沖縄県内の市町村に制定されている、あるいは制定されていた市町村章の一覧である。なお、一覧の順序は全国地方公共団体コード順による。廃止された市町村章は廃止日から順に掲載している。

## 市部
| 市       | 市章                    | 由来                                                                       | 制定日         | 備考 |
| -------- | ----------------------- | -------------------------------------------------------------------------- | -------------- | --- |
| 那覇市   |                         | 「ナハ」を円形に図案化したもの                                             | 1921年12月19日 | |
| 宜野湾市 |                         | 「ギノ」を円型に図案化したもの                                             | 1966年7月1日   | 1967年6月17日に再制定される 制定前は未作成であった                                                                                                   |
| 石垣市   |                         | 「石」を図案化したもの                                                     | 1967年4月8日   | 制定前は未作成であった |
| 浦添市   |                         | 「ウ」を突出し、「ウラソエ」を円形に図案化したもの                         | 1961年6月26日  | 浦添村章として制定され、市制施行後に継承される |
| 名護市   |                         | 「ナ」をハトの形に図案化したもの                                           | 1972年8月8日   | 色は青緑色が指定されている |
| 糸満市   |                         | 「いと」を円を主体として図案化したもの                                     | 1968年10月1日  | 糸満町制時に制定され、市制施行後に1971年12月1日に告示される 制定前は作成されていなかった                                                             |
| 沖縄市   |                         | 「お」を三つの円を主体として図案化したもの                                 | 1974年9月20日  | |
| 豊見城市 |                         | 「と」を三つ配して「とみ」とし、積み重ねた円形は「城(ぐすく)」を表したもの | 1976年4月1日   | 豊見城村制時に制定され、市制施行後の2002年4月1日に告示される 色は紫色が基本であり、場合によっては他の色が使用可能である 制定前は作成されていなかった |
| うるま市 | （カラー篇） （白黒篇） | 「う」を図案化したもの                                                     | 2006年3月1日   | カラーの場合は上部の太陽を表す丸は赤色・中央の大地を表す縦の輪は緑色・海を表す横の輪は青色が指定されている 白黒の場合は黒色が指定されている          |
| 宮古島市 |                         | 「み」を図案化したもの                                                     | 2005年10月1日  | 色は赤色・緑色・青色が指定されている |
| 南城市   |                         | 「N」を図案化したもの                                                      | 2006年11月1日  | 色は上部の自然を表す「N」は緑色・右部の太陽を表す丸は赤色・太平洋の海を表す下部のラインは青色とする                                                  |

## 町村部
| 郡       | 市町村   | 市町村章 | 由来 | 制定日         | 備考 |
| -------- | -------- | -------- | --- | -------------- | --- |
| 国頭郡   | 国頭村   |          | 「くに」を図案化したもの                                                                                                 | 1972年4月1日   | 制定前は作成されていなかった                                                                                                   |
| 国頭郡   | 大宜味村 |          | 「大」を近代感覚により図案化しかつ円形に表したもの                                                                       | 1972年1月1日   | 制定前は作成されていなかった                                                                                                   |
| 国頭郡   | 東村     |          | 「東」と太陽を組み合わせたもの                                                                                           | 1978年4月1日   | 1963年12月に選定され、1978年4月1日に制定された 色は黄色と濃紺色が指定されている                                                |
| 国頭郡   | 今帰仁村 |          | 「今」を現代的に図案化したもの                                                                                           | 1973年11月8日  | 制定前は作成されていなかった                                                                                                   |
| 国頭郡   | 本部町   |          | 「本」を左右両翼に図案化したもの                                                                                         | 1966年12月15日 | |
| 国頭郡   | 恩納村   |          | 「オンナ」を水平に図案化したもの                                                                                         | 1973年5月15日  | 制定前は作成されていなかった                                                                                                   |
| 国頭郡   | 宜野座村 |          | 「ぎ」を図案化し、鋭角と円型にしたもの                                                                                   | 1976年11月27日 | 制定前は作成されていなかった                                                                                                   |
| 国頭郡   | 金武町   |          | 「キン」を円と翼を想像して意匠化かつ図案化したもの                                                                       | 1977年11月7日  | 色は地色は青色で、紋章は黄色が指定されている 金武村章として制定され、町制施行後に継承される 制定前は作成されていなかった       |
| 国頭郡   | 伊江村   |          | 「イエ」を意匠化かつ図案化したもの                                                                                       | 1983年4月1日   | 制定前から存在していた |
| 中頭郡   | 読谷村   |          | 「よみ」を羽の形にして外円で囲んだもの                                                                                   | 1976年12月24日 | 1980年12月24日に再制定される 制定前は作成されていなかった                                                                      |
| 中頭郡   | 嘉手納町 |          | 「かでな」を鳥の形に図案化したもの                                                                                       | 1973年5月17日  | 色は青色・が指定されている 嘉手納村章として制定され、町制施行後に継承される 制定前は作成されていなかった                       |
| 中頭郡   | 北谷町   |          | 「北谷」を組み合わせて鳥の形に図案化したもの                                                                             | 1973年4月2日   | 2代目の北谷村章として制定され、町制施行後に継承される                                                                          |
| 中頭郡   | 北中城村 |          | ｢北中｣を図案化したもの                                                                                                   | 1980年5月20日  | 制定前は作成されていなかった                                                                                                   |
| 中頭郡   | 中城村   |          | 円は村民の和を、巴は護佐丸の紋を形どり、「中」の字と突出部は、村名と発展を表現したもの                                   | 1979年3月10日  | 色は赤色・黄緑色・青色が指定されている 制定前は作成されていなかった                                                            |
| 中頭郡   | 西原町   |          | 「西」を図案化したもの                                                                                                   | 1968年7月3日   | 西原村章として制定され、町制施行後に継承される 制定前は作成されていなかった                                                    |
| 島尻郡   | 与那原町 |          | 「よ」を飛鳥の形に図案化したもの                                                                                         | 1973年1月1日   | 与那原村章として制定され、町制施行後に継承される 制定前は作成されていなかった                                                  |
| 島尻郡   | 南風原町 |          | 「は」を鳥の形に図案化したもの                                                                                           | 1971年4月18日  | 色は地色は紫色であり、紋章は白色が指定されている 南風原村章として制定され、町制施行後に継承される 制定前は作成されていなかった |
| 島尻郡   | 渡嘉敷村 |          | 「とか」を円形に図案化したもの                                                                                           | 1972年7月15日  | 制定前は作成されていなかった                                                                                                   |
| 島尻郡   | 座間味村 |          | 「ザ」を図案化したもの                                                                                                   | 1966年5月1日   | 色は地色は紺色で紋章は黄色が指定されている                                                                                     |
| 島尻郡   | 粟国村   |          | 「ア」を粟国島の形に図案化したもの                                                                                       | 1981年11月3日  | 制定前は作成されていなかった                                                                                                   |
| 島尻郡   | 渡名喜村 |          | 「トナキ」を図案化し、「トナ」で円を構成したもの                                                                         | 1971年12月18日 | 制定前は作成されていなかった                                                                                                   |
| 島尻郡   | 南大東村 |          | 「ミナミ大」を円形に図案化したもの                                                                                       | 1976年12月27日 | 色は緑色が指定されている 制定前は作成されていなかった                                                                          |
| 島尻郡   | 北大東村 |          | 外側に「北」・中心に「大東」を図案化したもの                                                                             | 1979年3月19日  | 色は水色・緑色・赤色が指定されている 制定前は作成されていなかった                                                              |
| 島尻郡   | 伊平屋村 |          | 「イヘ」を飛ぶ鳥の形に図案化したもの                                                                                     | 1977年4月1日   | 1983年4月1日に再制定される 制定前は作成されていなかった                                                                        |
| 島尻郡   | 伊是名村 |          | 「イゼナ」を図案化したもの                                                                                               | 1969年8月15日  | 1972年5月15日に条例化される 制定前は作成されていなかった                                                                       |
| 島尻郡   | 久米島町 |          | 久米島が古来から「くみじま」と呼ばれていたことから、「く」を三つ並べたものを図案化したもの                               | 2004年5月25日  | 色は黄緑色と青色が指定されている 東京都江東区に本社を置くオートバックスセブンのロゴマークと類似している                        |
| 島尻郡   | 八重瀬町 |          | 八重瀬町の「八」は八重瀬岳を、中心の「丸」は「うまんちゅの魂」を、「水色の部分」は「自然と共生する清らまち」を表したもの | 2006年6月21日  | 色は緑色・橙色・水色が指定されている                                                                                           |
| 宮古郡   | 多良間村 |          | 「多」を円形に図案化したもの                                                                                             | 1973年4月22日  | 制定前は作成されていなかった                                                                                                   |
| 八重山郡 | 竹富町   |          | 「竹」を図案化したもの                                                                                                   | 1970年1月20日  | 2代目の町章である |
| 八重山郡 | 与那国町 |          | 「与」を図案化したもの                                                                                                   | 1965年12月28日 | |

## 廃止された市町村章
| 市郡     | 町村             | 町村章           | 由来 | 制定日           | 廃止日         | 備考 |
| -------- | ---------------- | ---------------- | --- | ---------------- | -------------- | --- |
| 首里市   |                  |                  | 四つの「ユ」の中に「り」を配したもの                                                                                                   | 不明             | 1954年6月1日   | |
| 島尻郡   | 小禄村           | 作成されていない | 作成されていない | 作成されていない | 1954年9月1日   | |
| 真和志市 | 作成されていない | 作成されていない | 作成されていない | 作成されていない | 1957年12月17日 | |
| 八重山郡 | 大浜町           |                  | 「大」をかたどり、「オハマ」を図案化したもの                                                                                           | 1962年5月        | 1964年6月1日   | |
| 八重山郡 | 竹富町           |                  | 不明 | 不明             | 1970年1月20日  | 初代の町章である                                                                                         |
| 国頭郡   | 名護町           |                  | 「ナゴ」を図案化し、和哀協力を表してから繁栄発展を意味したもの                                                                         | 1964年5月6日     | 1970年8月1日   | |
| 国頭郡   | 屋部村           | 作成されていない | 作成されていない | 作成されていない | 1970年8月1日   | |
| 国頭郡   | 久志村           | 作成されていない | 作成されていない | 作成されていない | 1970年8月1日   | |
| 国頭郡   | 羽地村           | 作成されていない | 作成されていない | 作成されていない | 1970年8月1日   | |
| 国頭郡   | 屋我地村         |                  | 不明 | 不明             | 1970年8月1日   | |
| 国頭郡   | 上本部村         | 作成されていない | 作成されていない | 作成されていない | 1971年11月1日  | |
| 中頭郡   | 北谷村           |                  | 不明 | 不明             | 1973年4月2日   | 初代の村章である                                                                                         |
| コザ市   |                  |                  | 「コ」を円形にし、「ザ」をその中に示して図案化したもの                                                                                 | 1956年7月1日     | 1974年4月1日   | |
| 中頭郡   | 美里村           |                  | 「ミサト」を丸く囲ったもの | 1962年8月        | 1974年4月1日   | |
| 島尻郡   | 具志川村         |                  | 「グシ川」を図案化したもの | 1982年1月        | 2002年4月1日   | 制定前は作成されていなかった                                                                             |
| 島尻郡   | 仲里村           |                  | 「ナ」と久米島紬反を重ね合わせたもの                                                                                                   | 1981年1月1日     | 2002年4月1日   | 制定前は作成されていなかった                                                                             |
| 具志川市 |                  |                  | 「ぐし」を組み合わせて図案化したもの                                                                                                   | 1968年8月2日     | 2005年4月1日   | 制定前は作成されていなかった                                                                             |
| 石川市   |                  |                  | 上部に「石」・下部に「川」を円く図案化しかつ飛鳥の形に意匠化し、融和と発展を目的として組み合わせて図案化したもの                       | 1969年6月10日    | 2005年4月1日   | 制定前は作成されていなかった                                                                             |
| 中頭郡   | 勝連町           |                  | 「かつ」を飛鳥と波を想像し、平和と希望を溢れることを目的として意匠化したもの                                                           | 1978年8月14日    | 2005年4月1日   | 勝連村章として制定され、町制施行後に継承された 制定前は作成されていなかった                              |
| 中頭郡   | 与那城町         |                  | 「よ」を図案化し、安泰・融和・平和・団結を表しかつ雄飛と発展を強調したもの                                                             | 1977年3月5日     | 2005年4月1日   | 1987年7月1日に再制定された 与那城村章として制定され、町制施行後に継承された 制定前は作成されていなかった |
| 平良市   |                  |                  | 「平」を図案化したもの | 1955年3月7日     | 2005年10月1日  | |
| 宮古郡   | 城辺町           |                  | 「城」を図案化し、左側は「土」・右側は「成」を表したもの                                                                               | 1968年1月22日    | 2005年10月1日  | 制定前は作成されていなかった                                                                             |
| 宮古郡   | 下地町           |                  | 「下地」を図案化して、円の枠の中に十字の形を配置したもの                                                                               | 1981年3月31日    | 2005年10月1日  | 制定前は作成されていなかった                                                                             |
| 宮古郡   | 上野村           |                  | 外輪・棒線及び内輪の一部で「上」・内輪と棒線の一部で「の」、目的は外輪は無限の平和と博愛の心・内輪は村民の友愛と協力の精神を表したもの | 1994年8月1日     | 2005年10月1日  | 制定前から使用（1968年以前には存在していた ）されていた                                                  |
| 宮古郡   | 伊良部町         |                  | 「イラ」を円型にし、翼で左右対称に配置して託したもの                                                                                   | 1972年10月24日   | 2005年10月1日  | 伊良部村章として制定され、町制施行後に継承された 制定前は作成されていなかった                            |
| 島尻郡   | 東風平町         |                  | 左側に「コ」・右側に「チ」・円は「平」を円形にして図案化したもの                                                                       | 1975年12月26日   | 2006年1月1日   | 東風平村章として制定され、町制施行後に継承された 制定前は作成されていなかった                            |
| 島尻郡   | 具志頭村         |                  | 「ぐ」を鳥の形に図案化したもの | 1975年9月10日    | 2006年1月1日   | 制定前は作成されていなかった                                                                             |
| 島尻郡   | 玉城村           |                  | 「玉」の周りを円で囲み図案化したもの                                                                                                   | 1977年2月15日    | 2006年1月1日   | 制定前は作成されていなかった                                                                             |
| 島尻郡   | 知念村           |                  | 斎場御嶽と円内は太陽御川を主体に意匠化したもの                                                                                         | 1966年1月        | 2006年1月1日   | |
| 島尻郡   | 佐敷町           |                  | 「サ」を図案化したもので、一斗マスを表したものである                                                                                   | 1980年6月1日     | 2006年1月1日   | 明治時代以前に使われていたとされ、佐敷村制時に使われている 色は山吹色が指定されている                    |
| 島尻郡   | 大里村           |                  | サトウキビを象徴して、その葉で「大里」を型どったもの                                                                                   | 1967年9月20日    | 2006年1月1日   | 制定前は作成されていなかった                                                                             |

### 書籍
- 小学館辞典編集部 編『図典 日本の市町村章』（初版第1刷）小学館、2007年1月10日。ISBN 4095263113。
- 近藤春夫『都市の紋章 : 一名・自治体の徽章』行水社、1915年。NDLJP:955061
- 中川幸也『シリーズ人間とシンボル第2号「都市の旗と紋章」』中川ケミカル、1987年10月11日。
- 丹羽基二『日本の市章 （西日本）』保育社、1984年5月5日。
- 望月政治『都章道章府章県章市章のすべて』日本出版貿易株式会社、1973年7月7日。
- NHK情報ネットワーク『NHKふるさとデータブック10 [九州 2]』日本放送協会、1992年5月1日。
- 国際図書『事典　シンボルと公式制度』国民文化協会、1968年。

### 都道府県書籍
- 沖縄県町村会『沖縄市町村要覧 1968年版』沖縄県町村会、1967年12月15日。

### 自治体書籍

#### 沖縄諸島地域（本島部）
- 美里村役場『美里村勢要覧 1972年版』沖縄県中頭郡美里村、1972年。
- 東村役場『東村例規集』沖縄県国頭郡東村。
- 恩納村役場『恩納村例規集』沖縄県国頭郡恩納村。
- 具志川市役所『具志川市例規集』沖縄県具志川市。
- 石川市役所『石川市例規集』沖縄県石川市。
- 勝連町役場『勝連町例規集』沖縄県中頭郡勝連町。
- 与那城町役場『与那城町例規集』沖縄県中頭郡与那城町。
- 玉城村役場『玉城村例規集』沖縄県島尻郡玉城村。
- 知念村役場『知念村例規集』沖縄県島尻郡知念村。
- 佐敷町役場『佐敷町例規集』沖縄県島尻郡佐敷町。

#### 沖縄諸島地域（離島部）
- 仲里村役場『仲里村例規集』沖縄県島尻郡仲里村。
- 南大東村役場『南大東村例規集』沖縄県島尻郡南大東村。
- 伊是名村役場『伊是名村例規集』沖縄県島尻郡伊是名村。

#### 先島諸島地域
- 大浜町役場『町制施行十五周年記念便り 1962年』沖縄県八重山郡大浜町、1962年。
- 下地町役場『下地町例規集』沖縄県宮古郡下地町。
- 上野村役場『上野村例規集』沖縄県宮古郡上野村。
- 上野村役場『上野村勢要覧 1981』沖縄県宮古郡上野村。
- 上野村役場『上野村誌 村制20周年版』沖縄県宮古郡上野村、1968年。
- 伊良部町役場『伊良部町例規集』沖縄県宮古郡伊良部町。
- 多良間村役場『多良間村勢要覧』沖縄県宮古郡多良間村。

### 一般書籍
- 『収集60周年記念　翁長良明コレクション展「沖縄への思い」の図録』2014年。